# Lafon de Camarsac
Pierre Michel Marie Alcide Lafon de Camarsac, habituellement nommé simplement Lafon de Camarsac, né le 26 avril 1821 à Bordeaux et mort dans la même ville le 9 novembre 1905, est un photographe français connu pour l'invention et la  commercialisation de portraits photographiques reproduits sous la forme de plaques émaillées.

## Biographie
Il invente les émaux photographiques en 1854, il est l'un des créateurs du fixage des images photographiques sur les matières métalliques et céramiques. Il travaille avec Eugène Disdéri, il s'associe avec les photographes François Martial Pinel Peschardière (1858-1862) puis Étienne-Prosper Berne-Bellecour (1864-1865). Il exploite les clichés que lui confient ses collègues ne prenant que peu de vues lui même. Il obtient une médaille d'or à l'Exposition universelle de 1867 pour son procédé.
Il est membre de la société française de photographie, participe à l'Exposition universelle de 1878 où il présente ses images vitrifiées. Il travaille à Paris à différentes adresses, 16 rue de l'Université, 3 quai Malaquais, 9 rue Cadet et enfin 3 rue de la Paix. Il publie en 1868 Portraits photographiques sur émail vitrifiés et inaltérables comme les peintures de Sèvres, petit opuscule de 28 pages en auto-édition où il expose sa technique.

## Quelques émaux photographiques

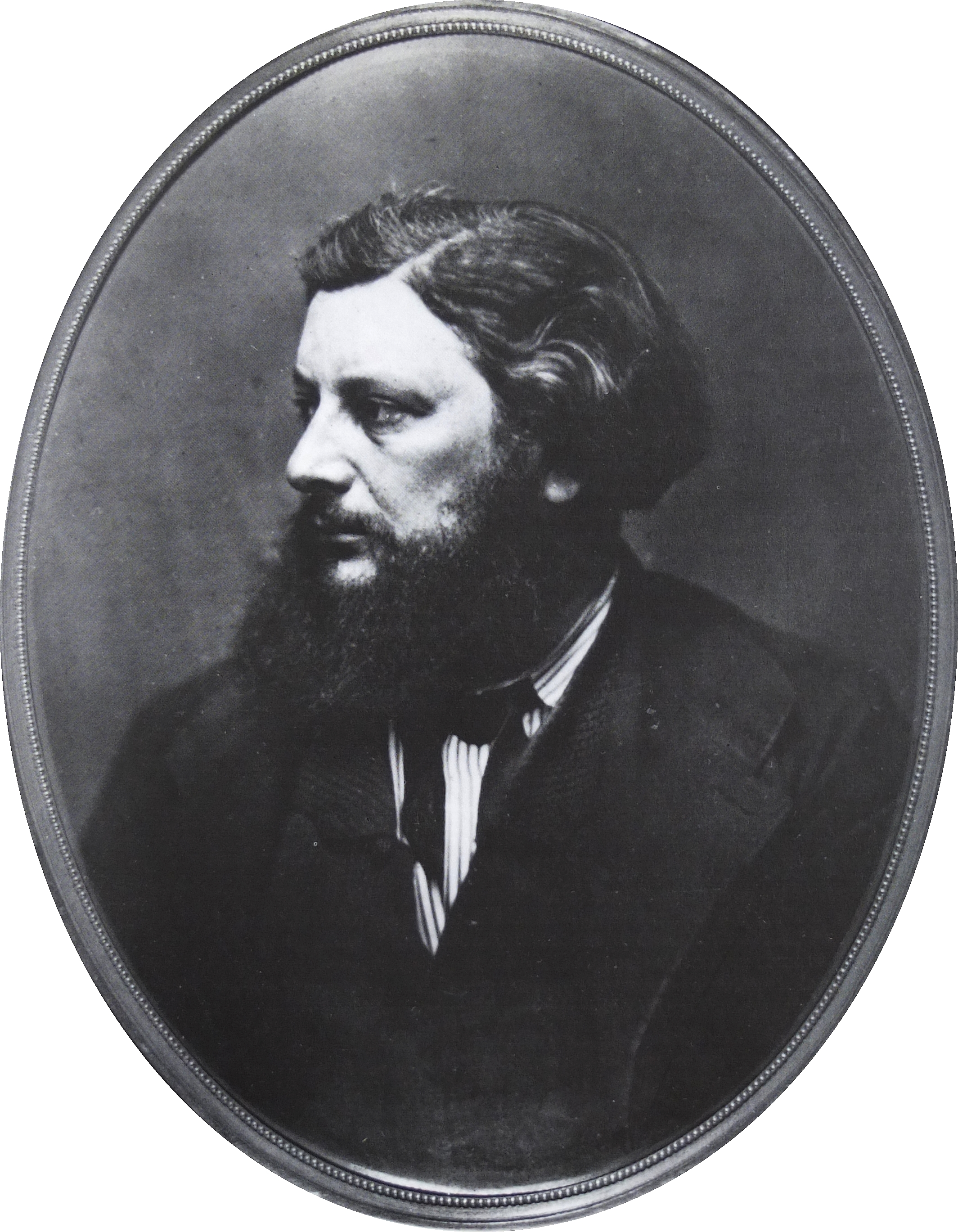
Gustave Courbet (1864), plaque émaillée encadrée 15,4 x 11,8 cm. d'après un cliché d'Étienne Carjat, musée Carnavalet.
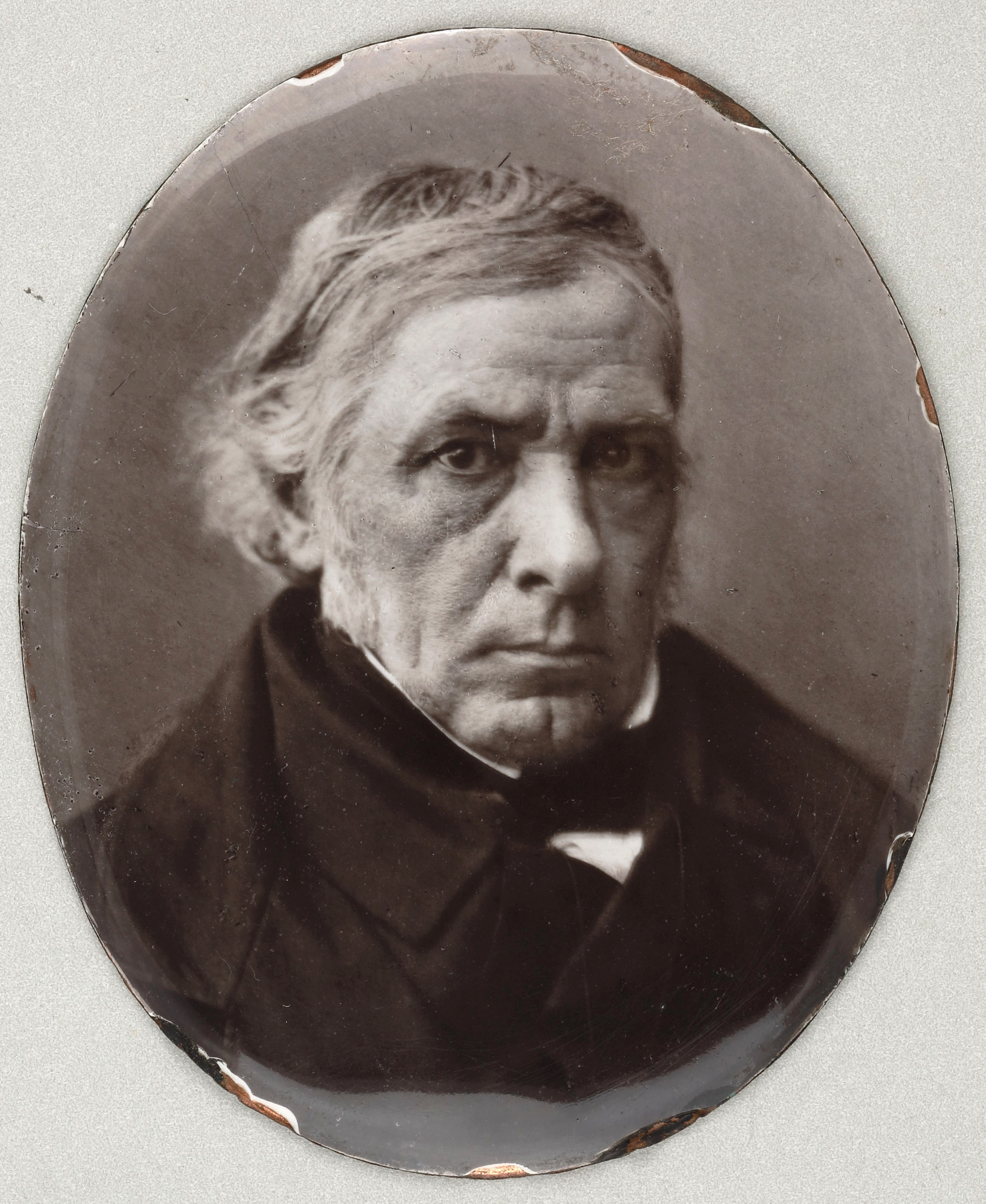
Victor Cousin (1867), médaillon émaillé 9 x 7,3 cm. d'après un cliché de Gustave Le Gray, BnF.